# Martin Vráblík
Martin Vráblík, né le 4 juillet 1982 à Vsetín, est un skieur alpin tchèque.

## Biographie
Actif en Coupe du monde depuis 2004, il a participé à trois éditions des Jeux olympiques en 2006, 2010, et 2014 où son meilleur résultat est une douzième place acquise au combiné des Jeux de 2006.
Il est aussi 17e du combiné aux Championnats du monde 2011 puis 15e en Championnats du monde 2013, son meilleur résultat en mondial.
Il prend part à sa dernière course en 2016, son championnat national.

## Palmarès

### Jeux olympiques d'hiver
| Épreuve / Édition | Descente | Super G     | Slalom géant | Slalom  | Combiné / Super combiné |
| JO 2006 Turin     | —        | 38e         | Abandon      | 21e     | 12e                     |
| JO 2010 Vancouver | —        | Disqualifié | Abandon      | Abandon | 31e                     |
| JO 2014 Sotchi    | 35e      | 33e         | 31e          | Abandon | 16e                     |

Légende :
- — : Martin Vráblík n'a pas participé à cette épreuve

### Championnats du monde
Il prend part à toutes les éditions des Championnats du monde de 2003 à 2015. Sa meilleure performance est à ce jour une 15e place au super combiné en 2013 à Schladming.
| Épreuve / Édition | Saint-Moritz 2003 | Bormio 2005 | Åre 2007 | Val d'Isère 2009 | Garmisch-Partenkirchen 2011 | Schladming 2015 | Beaver Creek 2015 |
| Descente          | 40e               |             |          |                  | Abandon                     | 36e             |                   |
| Super G           | Abandon           |             |          | Abandon          |                             | 41e             | 42e               |
| Slalom géant      |                   |             |          |                  |                             |                 | Abandon           |
| Slalom            | Abandon           | 26e         | DSQ      |                  | Abandon                     |                 | Abandon           |
| Super combiné     | —                 | DSQ         |          |                  | 17e                         | 15e             | 30e               |

### Coupe du monde
- Meilleur classement général : 126e en 2012.
- Meilleur résultat individuel : 23e.

#### Différents classements en Coupe du monde
| Année/Classement | Année/Classement | Général | Général | Descente | Descente | Super G | Super G | Slalom géant | Slalom géant | Slalom | Slalom | Combiné | Combiné |
| ---------------- | ---------------- | ------- | ------- | -------- | -------- | ------- | ------- | ------------ | ------------ | ------ | ------ | ------- | ------- |
| Année/Classement | Année/Classement | Class.  | Points  | Class.   | Points   | Class.  | Points  | Class.       | Points       | Class. | Points | Class.  | Points  |
| 2007             | 2007             | 150e    | 1       | -        | -        | -       | -       | -            | -            | -      | -      | 51e     | 1       |
| 2009             | 2009             | 137e    | 8       | -        | -        | -       | -       | -            | -            | -      | -      | 41e     | 8       |
| 2011             | 2011             | 164e    | 2       | -        | -        | -       | -       | -            | -            | -      | -      | 54e     | 2       |
| 2012             | 2012             | 126e    | 8       | -        | -        | -       | -       | -            | -            | -      | -      | 36e     | 8       |
| 2014             | 2014             | 129e    | 8       | -        | -        | -       | -       | -            | -            | -      | -      | 32e     | 8       |
| 2015             | 2015             | 140e    | 7       | -        | -        | -       | -       | -            | -            | -      | -      | 34e     | 7       |

### Universiades
- Innsbruck 2005 :
  -  Médaille d'or en slalom.

### Championnats de République tchèque
- 2 fois champion en super G : 2008 et 2012
- 1 fois champion en super combiné : 2008
- 1 fois champion en slalom : 2005
- 1 fois champion en slalom géant : 2008